# Condado de Campbell (Dakota do Sul)
O Condado de Campbell é um dos 66 condados do Estado americano da Dakota do Sul. A sede do condado é Mound City, e sua maior cidade é Mound City. O condado possui uma área de 1 998 km² (dos quais 92 km² estão cobertos por água), uma população de 1 782 habitantes, e uma densidade populacional de 1 hab/km² (segundo o censo nacional de 2000).